# Apache Mesos
Apache Mesos，一個開放原始碼軟體專案，是一種叢集電腦管理工具，由加州大學柏克萊分校開發。能夠將資料中心電腦系統中的CPU、記憶體、儲存裝置以及其他運算資源，全部加以虛擬化，並進行管理。在2013年，Apache Mesos成為Apache計劃中的首要開發目標。
包括Twitter、Airbnb的伺服器及蘋果電腦的Siri資料庫都是以Apache Mesos進行管理。

## 外部連結
- Open source datacenter computing with Apache Mesos（页面存档备份，存于）